# Alceu Valença
Alceu Valença (São Bento do Una, 1 de julio de 1946) es un cantante, compositor y abogado brasileño. Es reconocido por lograr un equilibrio estético entre la música brasileña nororiental tradicional y una gama amplia de efectos y sonidos electrónicos de música pop. En su obra se puede encontrar rastros de música tradicional nororiental como el maracatu, coco, baião, toada, caboclinhos, embolada y «repentes». Utiliza la guitarra eléctrica para hacer los graves eléctricos y también el sintetizador.

## Biografía
Alceu nació en São Bento do Una, Pernambuco, Brasil de Nordeste. De joven escuchaba canciones de Dalva de Oliveira, Orlando Silva y Sílvio Caldas. A los 5 años participó en un concurso de música, cantando una canción de Capiba. Algunos años más tarde, por la enfermedad de su madre enferma, la familia se muda a Recife para vivir en la casa de una tía. En este periodo, Valença se interesó en algunos instrumentos musicales, como la guitarra acústica y viola, pero no tuvo un instrumento propio sino hasta los 15 años.
En 1970 se graduó en la Escuela de Derecho de Recife, pero optó por dedicarse a la música. Concretamente, su carrera musical se inició en 1968, con el grupo Subterráneo Tamarineira Village, más tarde conocido como Ave Sangria. También tocó con Zé Ramalho y Elba Ramalho durante ese periodo. En 1972, se unió a Geraldo Azevedo. Juntos participaron de varios festivales y, en aquellos años, grabó su primer álbum: Alceu Valença & Geraldo Azevedo, también conocido como Quadrafônico.
A lo largo de su carrera grabó más de 20 álbumes y viajó por muchos países, como Portugal, Francia, Estados Unidos. Es considerado uno de los exponentes más grandes de la música de Pernambuco.
En 2013 lanzó Três Toneladas de Alceu Valença, una colección que contiene Cinco Sentidos (1981), Anjo Avesso (1983) y Mágico (1984).

## Discografía
- 1972: Alceu Valença & Geraldo Azevedo, Copacabana[4] (aka Quadrafônico)
- 1974: A Noite do Espantalho, Continental (soundtrack, movie by Sérgio Ricardo, with Alceu Valença and Geraldo Azevedo)
- 1974: Molhado de suor, Som Livre[5]
- 1976: Vivo!, Som Livre[6]
- 1977: Espelho cristalino, Som Livre[7]
- 1979: Saudade de Pernambuco, released in 1998 as a supplement of the newspaper Jornal da Tarde
- 1980: Coração bobo, Ariola[8]
- 1981: Cinco sentidos, Ariola[9]
- 1982: Cavalo de pau, Ariola[10]
- 1983: Anjo avesso, Ariola[11]
- 1984: Mágico, Barclay[12]
- 1985: Estação da luz, RCA Victor[13]
- 1985: Ao vivo, Barclay/Polygram[14]
- 1986: Rubi, RCA Victor[15]
- 1987: Leque moleque, BMG Ariola[16]
- 1988: Oropa, França e Bahia, BMG Ariola[17]
- 1990: Andar, andar, EMI Odeon[18]
- 1992: 7 desejos, EMI Odeon[19]
- 1994: Maracatus, batuques e ladeiras, BMG Ariola[20]
- 1996: O grande encontro, BMG Brasil,[21] with Elba Ramalho, Geraldo Azevedo and Zé Ramalho
- 1997: Sol e chuva, Som Livre[22]
- 1998: Forró de todos os tempos, Oásis/Sony Music[23]
- 1999: Todos os cantos, Abril Music[24]
- 2001: Forró lunar, Columbia[25]
- 2002: De janeiro a janeiro[26]
- 2003: Ao vivo em todos os sentidos, Indie Records/Universal Music[27]
- 2005: Na embolada do tempo, Indie Records/Universal Music[28]
- 2006: Marco Zero ao vivo, Indie Records[29]
- 2009: Ciranda mourisca, Biscoito Fino[30]
- 2014: Amigo da Arte, Deck
- 2014: Valencianas, Deck, with Orquestra Ouro Preto

### DVD
- 2003: Ao vivo em todos os sentidos
- 2006: Marco Zero ao vivo
- 2014: Valencianas, with Orquestra Ouro Preto